# Игнаций Облак
Игнаций Жуст Облак (на словенски: Ignacij Žust Oblak) е словенски резбар, златар и художник.

## Биография
Роден е на 17 април 1834 година в Гореня Вас, Полянската долина, в семейството на фермера Франц Жуст и жена му Елизабета Чадеш.
Сменя името си на Облак и като художник се мести да живее в Целе, където се ражда синът му - видният славист Ватрослав Облак.
През 1865 година Игнаций Облак изработва 4 олтара за църквата в градчето Предосле. През 1867 година изработва позлатения олтар на църквата „Свети Дух“ в Целе. Изработва множество олтари и украси в църквите и гробищата в региона.
Сред по-известните му творби са страничният олтар в енорийската църква „Свети Яков“ в Галиция от 1870 година със статуи на Непорочното зачатие, Света Тереза, Света Агнес, Дева Мария, Св. св. Кирил и Методий. В 1872 година изработва централната статуя на Свети Йосиф и в 1877 година статуята на Свети Антоний Отшелник в десния страничен олтар в Готовле, в 1880 година олтара в дясната капела в църквата „Свети Петър“ в Савинска долина, в 1890 година статуята на Непорочното зачатие и с неизвестна датировка страничните олтари в църквата „Свети Канциан“ в Жалец, както и статуите на Свети Георги, Свети Флориан, Свети Франциск Ксаверий, Свети Антоний Отшелник.
Умира на 6 април 1916 година в Целе.